# Rejon rohaczowski
Rejon rohaczowski (rejon rohaczewski, biał. Рагачоўскі раён) – rejon w południowo-wschodniej Białorusi, w obwodzie homelskim.
Leży na terenie dawnego powiatu rohaczewskiego.